# Jordi Cotrina Vidal
Jordi Cotrina Vidal (Barcelona, 1964) és un fotògraf català especialitzat en esports. Treballa a El Periódico de Catalunya. Va formar part de les plantilles de Mundo Deportivo i La Vanguardia. Ha publicat els llibres Más que un ‘dream team’ (1998), Més que una lliga (2005), Un Barça de llegenda (2009), Barça, emocions (2012) i, dedicat a Leo Messi, El mejor (2013). Va rebre el Premi de la Secretaria General de l’Esport a la millor fotografia esportiva 2005 i el Premi Quim Regàs de Periodisme 2012.
És autor de la mítica imatge del xut de Ronal Koeman a la final de la Champions League de 1992.